# آلیس آسوالد
آلیس آسوالد (انگلیسی: Alice Oswald؛ زادهٔ ۱ ژانویهٔ ۱۹۶۶) یک شاعر، و نویسنده اهل انگلستان است.